# Ștefan Tașnadi
Ștefan Tașnadi, nato István Tasnádi (Cluj, 21 marzo 1953 – Cluj-Napoca, 27 febbraio 2018), è stato un sollevatore rumeno di etnìa ungherese medagliato olimpico che ha gareggiato nella categoria dei pesi massimi (fino a 110 kg.).

## Carriera
Cominciò da ragazzo a praticare la pallamano ed il pugilato, per poi passare relativamente tardi, a 17 anni, al sollevamento pesi.
Nel 1976 entrò a far parte della squadra nazionale rumena di sollevamento pesi e nel 1980 partecipò alle Olimpiadi di Mosca, valide anche come campionati mondiali, classificandosi al 6º posto finale con 360 kg. nel totale.
Quattro anni dopo, alle Olimpiadi di Los Angeles 1984, caratterizzate dall'assenza degli atleti della maggior parte dei Paesi dell'Est europeo a causa del boicottaggio, conquistò la medaglia d'argento con 380 kg. nel totale, dietro all'italiano Norberto Oberburger (390 kg.). In quell'anno la competizione olimpica di sollevamento pesi era valida anche come Campionato mondiale.
Ai Campionati mondiali di sollevamento pesi, oltre all'argento del 1984, realizzò come suo miglior risultato il 4º posto finale con 400 kg. nel totale nell'edizione di Mosca 1983.
Dopo le Olimpiadi del 1984 Tașnadi si ritirò dall'attività agonistica, dedicandosi a quella di allenatore di sollevamento pesi nella città di Cluj-Napoca e diventando anche giudice internazionale della stessa disciplina.